# Leslie Turnberg
Leslie Arnold Turnberg (né le 22 mars 1934) est un professionnel de la santé britannique et auteur de nombreuses publications et livres liés aux domaines de la médecine et des services de santé. 
En 2000, il devient pair à vie. Il démissionne du groupe travailliste en juillet 2019 en raison de l'approche du parti sur le Brexit et du traitement des allégations d'antisémitisme. Il réintègre le parti en juin 2020, mais reste non affilié .

## Jeunesse et formation
Turnberg est né à Manchester de Hyman Turnberg (d'origine juive roumaine) et de sa femme Dolly (née à Manchester de parents juifs polonais) . Il étudie la médecine à l'Université de Manchester de 1952 à 1957 et termine ses études dans les hôpitaux du nord de Manchester, et se forme au Manchester Royal Infirmary et plus tard à Londres au Whittington Hospital et au University College Hospital. Il développe un intérêt spécialisé pour la Gastro-entérologie, donnant des cours au Royal Free Hospital de l'unité du foie développée par Sheila Sherlock. Il se marie en 1967 et passe un an à Dallas, au Texas dans le cadre d'une bourse de recherche avec John S. Fordtran, avant de retourner à Manchester en tant que maître de conférences en gastro-entérologie à partir de 1969. Il reste consultant gastro-entérologue à Salford jusqu'en 1997 .

## Carrière médicale
En 1973, Turnberg est nommé professeur de médecine au Hope Hospital (maintenant Salford Royal) à Salford, où il développe le site en tant qu'hôpital universitaire. Turnberg contribue à la compréhension de l'absorption des électrolytes dans l'intestin grêle, les sécrétions gastriques et d'autres domaines de la gastro-entérologie .
En 1983, il devient doyen de la faculté de médecine de l'Université de Manchester en tant que professeur principal, Turnberg. Il développe un nouveau programme d'études qui est le pionnier de l'apprentissage par problèmes .
En 1992, lors de la démission de Margaret Turner-Warwick de son poste de présidente du Royal College of Physicians de Londres, Turnberg est élu pour lui succéder. Au cours de sa présidence, il améliore la participation des patients aux activités du Collège, agrandit les locaux du Collège à Regent's Park et ouvre des bureaux régionaux. Sa présidence voit la scission des pédiatres et la formation du Royal College of Paediatrics and Child Health (RCPCH), la formation de l'Academy of Medical Royal Colleges (initialement la Conference of Colleges), la création de l'Académie des sciences médicales et la formation d'organismes coordonnant l'éthique médicale et la formation médicale postdoctorale . Il reste en poste jusqu'en 1997, date à laquelle il est remplacé par George Alberti.
Turnberg est titulaire de bourses honorifiques de seize collèges britanniques et étrangers différents et occupe de nombreux postes différents dans le domaine médical . Il est président de la Medical Protection Society de 1997 à 2007, président du conseil d'administration du Public Health Laboratory Service de 1997 à 2005, président du Medical Council on Alcoholism de 2000 à 2005, président du UK Forum for Genetics and Assurance de 1998 à 2002 . Il est membre et ancien vice-président de l'Académie des sciences médicales .
En mai 2004, le gouvernement britannique annonce qu'il crée un centre national pour les « meilleures pratiques » en matière d'expérimentation animale appelé « Centre national pour le remplacement, le raffinement et la réduction des animaux en recherche ». Le conseil d'administration du nouveau centre est présidé par Lord Turnberg de 2004 à 2007.

## Chevalerie et pairie
Turnberg reçoit un titre de chevalier en 1994 pour les honneurs d'anniversaire pour services rendus à la médecine. Le 4 mai 2000, il est créé pair à vie prenant le titre de baron Turnberg, de Cheadle dans le comté de Cheshire.
À la Chambre des Lords, Turnberg s'exprime fréquemment sur la pratique médicale, l'éthique médicale et le Moyen-Orient .
Il est président du groupe parlementaire multipartite Grande-Bretagne-Israël et un partisan parlementaire des amis travaillistes d'Israël .
Il démissionne du groupe travailliste en juillet 2019 avec Ara Darzi et David Triesman. Turnberg évoque son mécontentement vis-à-vis de la politique du parti en matière d'affaires étrangères, de son approche du Brexit et de ce qu'il appelle le "contournement de l'opinion parlementaire" et "l'antisémitisme manifeste qui imprègne la machine du parti" .

## Vie privée
À la mort inattendue de son fils Daniel en 2007, il crée une bourse de voyage qui permet à des chercheurs en médecine du Moyen-Orient de venir dans des institutions universitaires britanniques .